# Домінік Мальте
Домінік Мальте  (фр. Dominique Maltais, 9 листопада 1980) — канадська сноубордистка, олімпійська медалістка.

## Виступи на Олімпіадах
| Олімпіада     | Дисципліна   | Місце |
| ------------- | ------------ | ----- |
| Турин 2006    | сноубордкрос | 3     |
| Ванкувер 2010 | сноубордкрос | 20    |
| Сочі 2014     | сноубордкрос | 2     |

## Зовнішні посилання
- Досьє на sport.references.com [Архівовано 20 лютого 2010 у Wayback Machine.]

1. ↑  http://espn.go.com/action/athlete/photos/_/id/28896/dominique-maltais
2. ↑  http://espn.go.com/action/athlete/photos/_/id/667/maelle-ricker
3. ↑  http://www.sports-reference.com/olympics/athletes/ma/dominique-maltais-1.html